# Wydawnictwo Vesper
Wydawnictwo Vesper – polskie wydawnictwo, publikujące m.in. klasykę literatury grozy, literaturę fantastyczną czy prozę z czasów PRL-u. Zostało założone w 2005 w Poznaniu przez Włodzimierza Wieczorka. Wśród wydawanych autorów są tacy twórcy jak H.P. Lovecraft czy Dan Simmons. W 2024 zostało nominowane do nagrody Śląkfa przez Michała Cholewę w kategorii promotor roku.